# Musa ingens
Loài thực vật Musa ingens là thành viên lớn nhất của họ Chuối. Mọc trong các khu rừng nhiệt đới trên núi ở New Guinea - Arfak Mountains Regency - Indonesia, lá của nó có thể đạt chiều dài 5 m và chiều rộng 1 m. "Thân cây" (thực sự là các cuống lá cuộn chặt (hoặc cuống) của lá; cuống lá dài nhất của bất kỳ loài thực vật nào được biết đến) thường cao tới 15 m và với các lá có tổng chiều cao 20 m. Tuy nhiên, kể từ khi được phát hiện vào năm 1954, những cá thể cao hơn tới 30 m đã được báo cáo, nhưng những phép đo này vẫn chưa được xác nhận bởi một nghiên cứu khoa học cụ thể nào. Các hình ảnh tồn tại của thân cây M. ingens có đường kính lên tới 94 cm ngang ngực. Trái của nó, trong một chùm nặng tới 60 kg, ngọt, có thể ăn được. Cụm hoa này sinh ra trên một chùm dày tới 10 cm và dài tới 15 m, một lần nữa là cây dài nhất so với bất kỳ loài thực vật nào được biết đến.